# Hato Rey Norte
Hato Rey Norte es un barrio ubicado en el municipio de San Juan en el estado libre asociado de Puerto Rico. En el Censo de 2010 tenía una población de 16.378 habitantes y una densidad poblacional de 1.462,1 personas por km².
Hato Rey Norte pertenece al sector antiguo de Hato Rey situado en la parte noroeste del disuelto de municipio de Río Piedras.
Hato Rey Norte se destaca por tener uno de los primeros desarrollos suburbanos, la urbanización Eleanor Roosevelt, cortesía de  New Deal, programa puesto en marcha entre 1933 y 1938 para luchar contra los efectos de la Gran Depresión en Estados Unidos.

## Geografía
Hato Rey Norte se encuentra ubicado en las coordenadas 18°25′26″N 66°4′59″O / 18.42389, -66.08306. Según la Oficina del Censo de los Estados Unidos, Hato Rey Norte tiene una superficie total de 11.2 km², de la cual 9.13 km² corresponden a tierra firme y (18.45%) 2.07 km² es agua.

### Ubicación
Al este se ubica la Avenida Ponce de León colindando con Hato Rey Central, el río Piedras al sudeste, y la bahía de Puerto Nuevo y el Puerto de San Juan en la sección de Puerto Nuevo, el Caño Martín Peña hacia el norte y el barrio de Baldrich hacia el sur colindando con Hato Rey Sur.
La sección del viaducto elevado del Tren Urbano con las estaciones Hato Rey, Roosevelt y Domenech se encuentran a lo largo de la Avenida Luis Muñoz Rivera.
Plaza Las Américas, el centro comercial más grande del Caribe, el Coliseo  José Miguel Agrelot y Estadio Hiram Bithorn están situado en Hato Rey Norte.

## Demografía
Según el censo de 2010, había 16.378 personas residiendo en Hato Rey Norte. La densidad de población era de 1.462,1 hab./km². De los 16.378 habitantes, Hato Rey Norte estaba compuesto por el 75.25% blancos, el 13.2% eran afroamericanos, el 0.6% eran amerindios, el 0.45% eran asiáticos, el 0.02% eran isleños del Pacífico, el 7.63% eran de otras razas y el 2.85% pertenecían a dos o más razas. Del total de la población el 98.44% eran hispanos o latinos de cualquier raza.

## Subbarrios
Hato Rey Norte se divide en cuatro subbarrios; Puerto Nuevo, Martín Peña, Eleanor Roosevelt, El Vedado y los subsectores de Baldrich, Huyke, Nemesio Canales y San Juan Chateau.

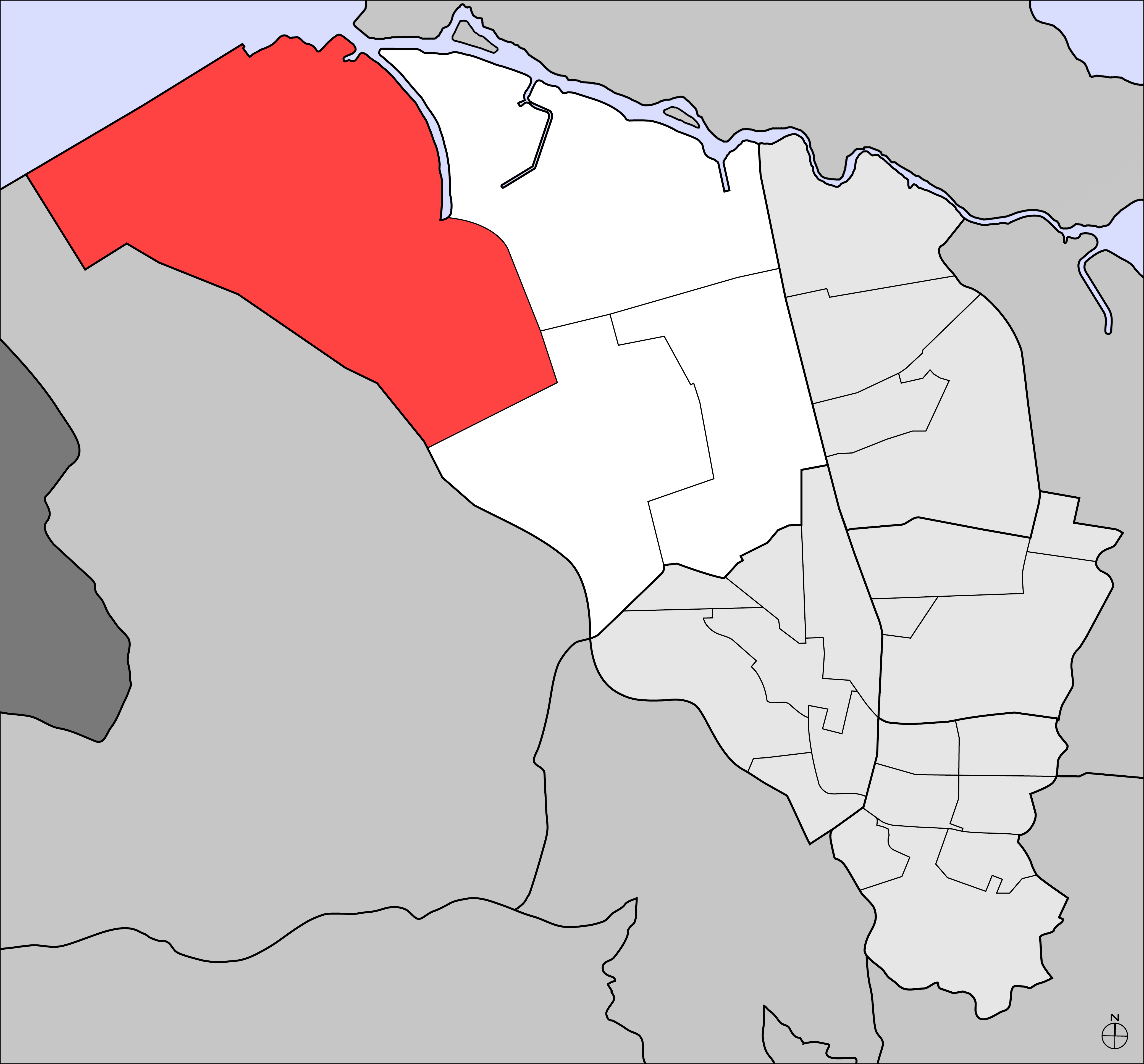
Puerto Nuevo
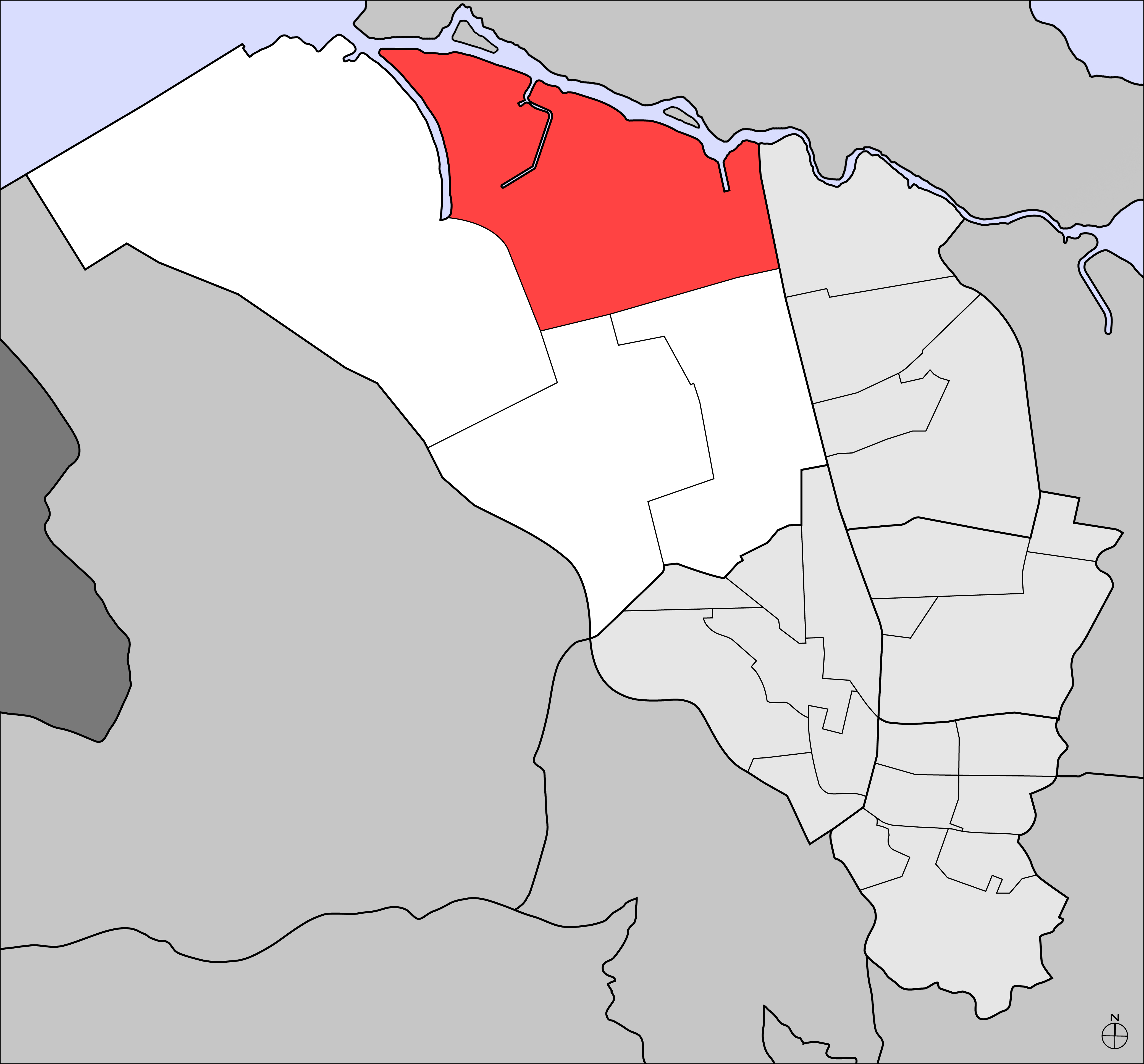
Martín Peña
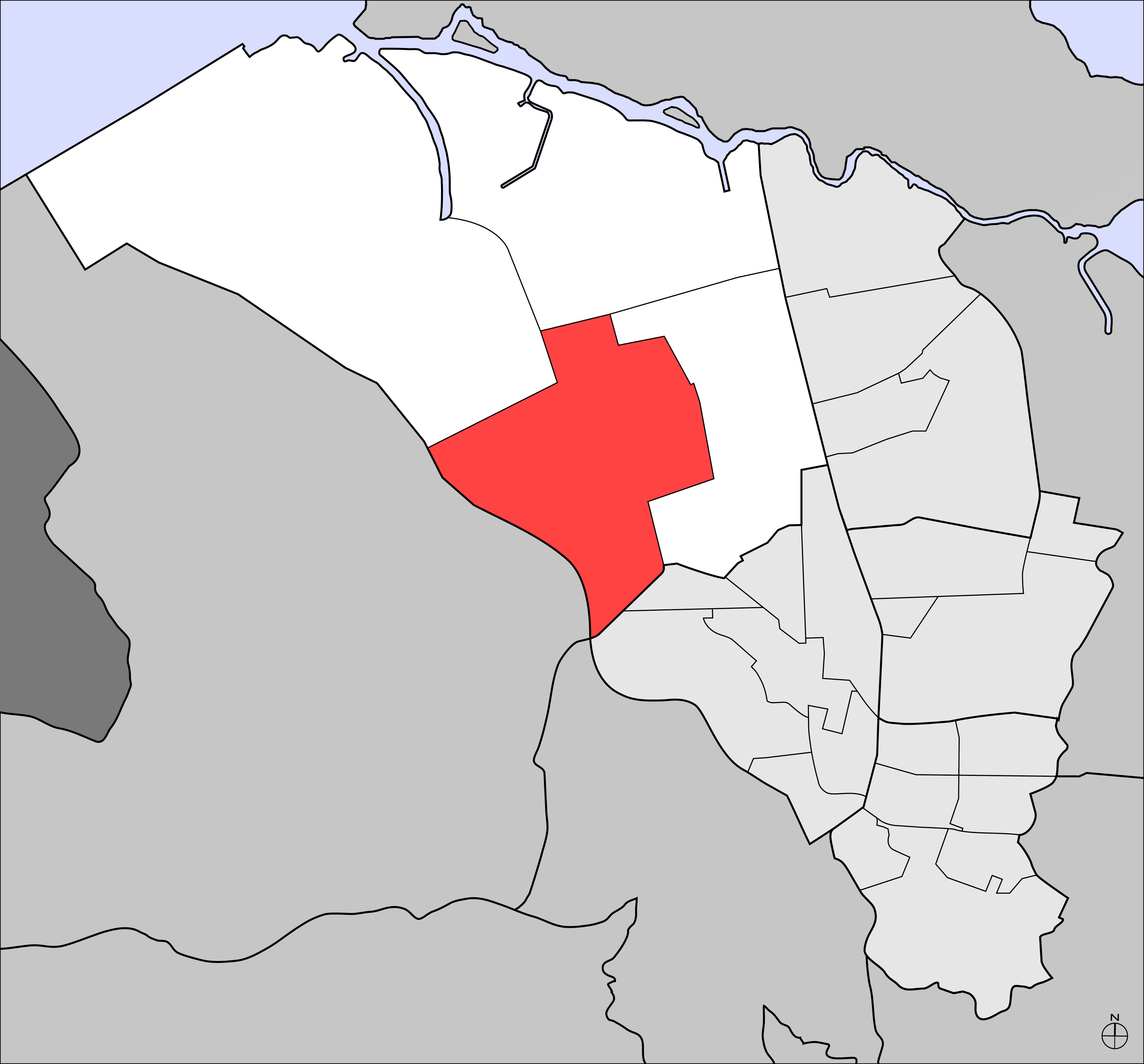
Eleanor Roosevelt
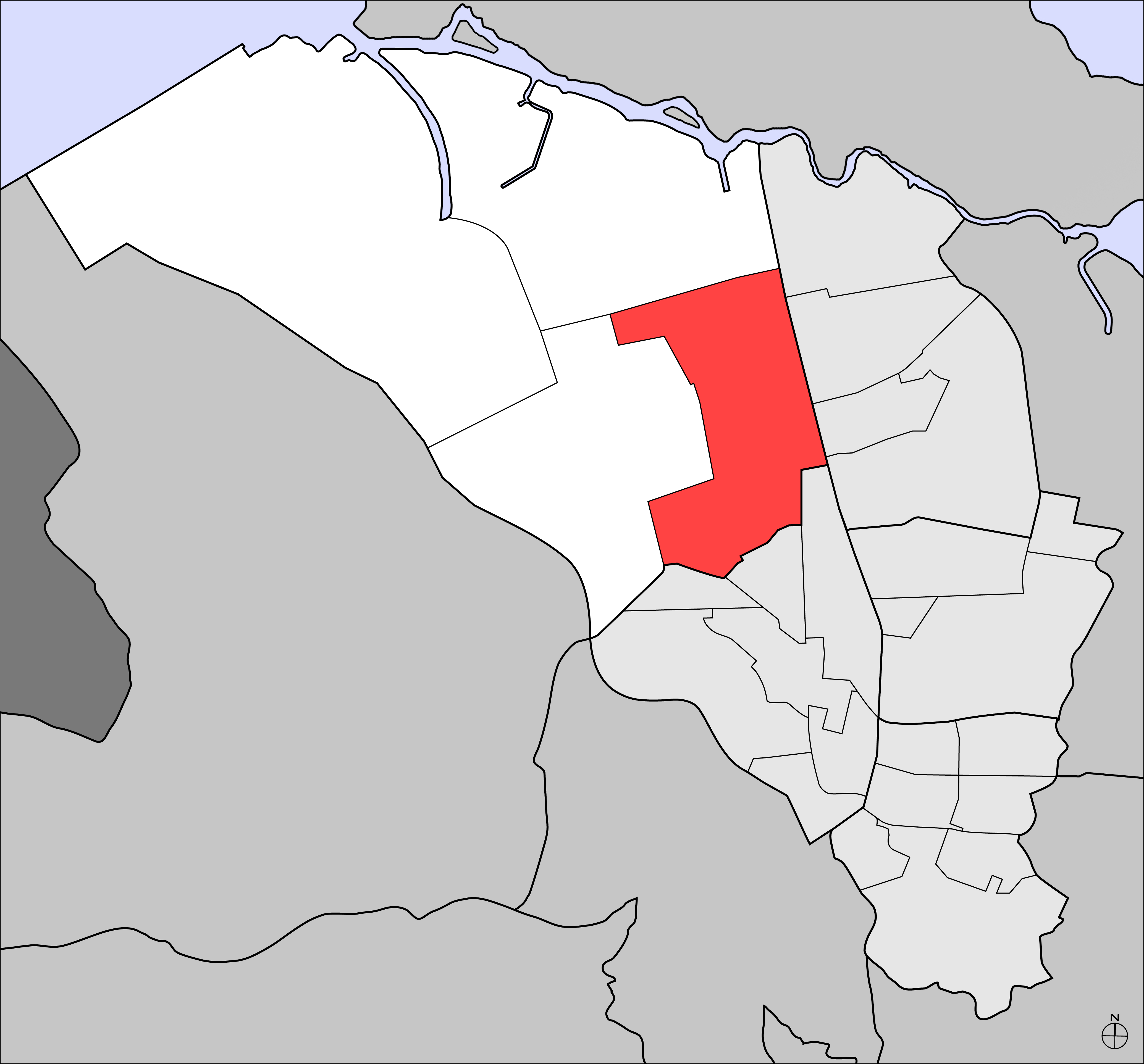
El Vedado

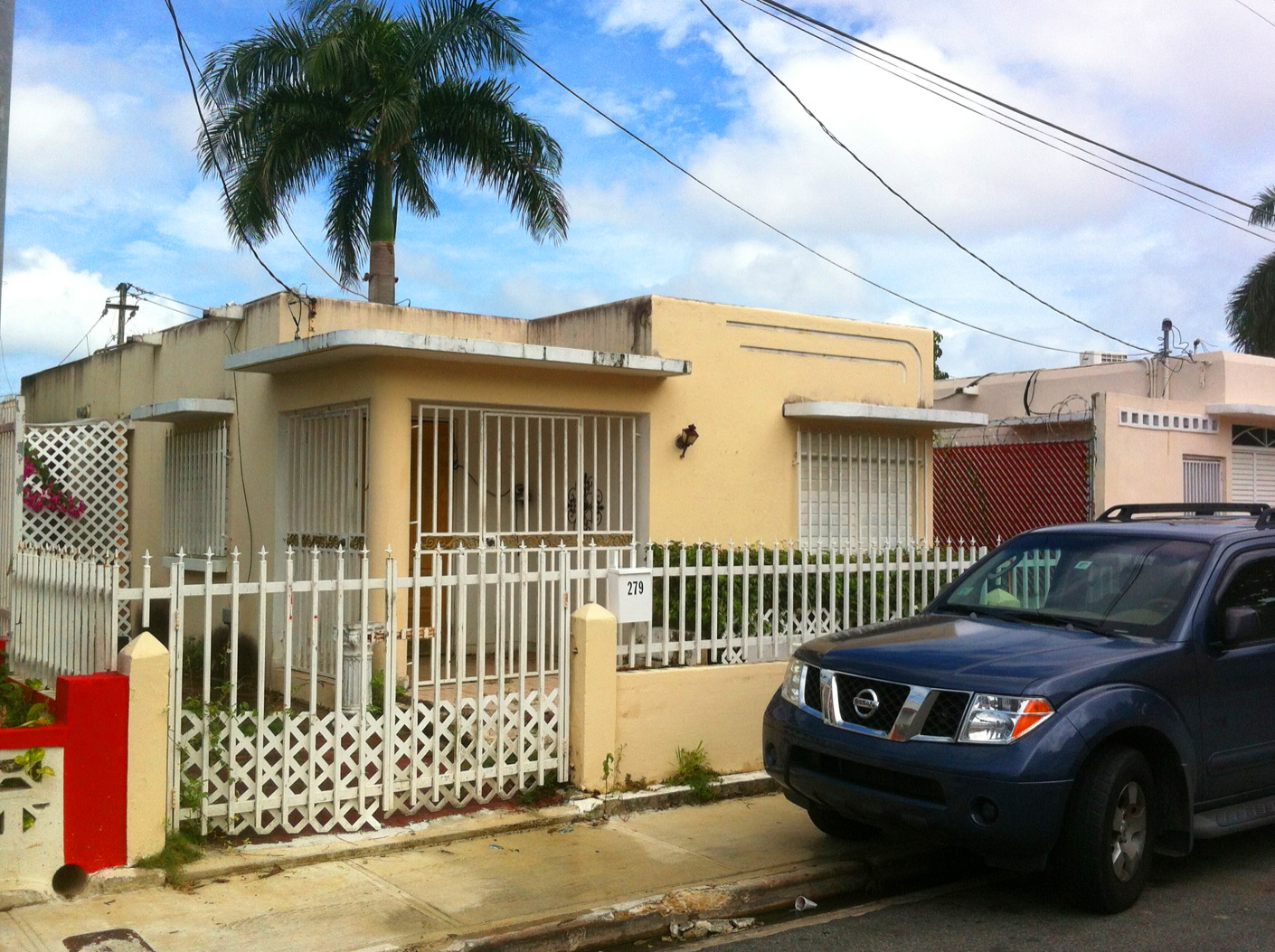
Eleanor Roosevelt, primer desarrollo suburbano
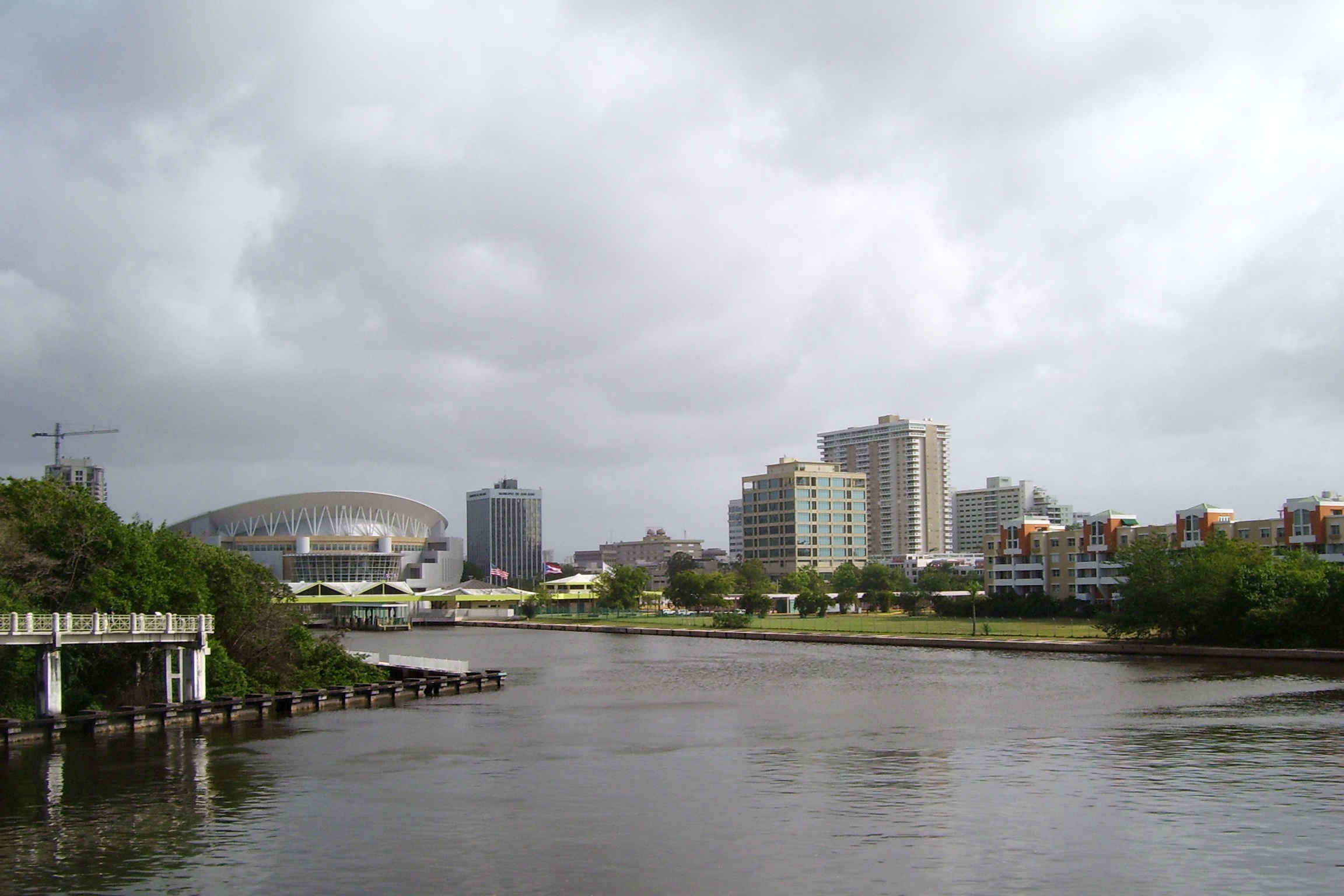
Vista del Coliseo de Puerto Rico y Hato Rey Norte
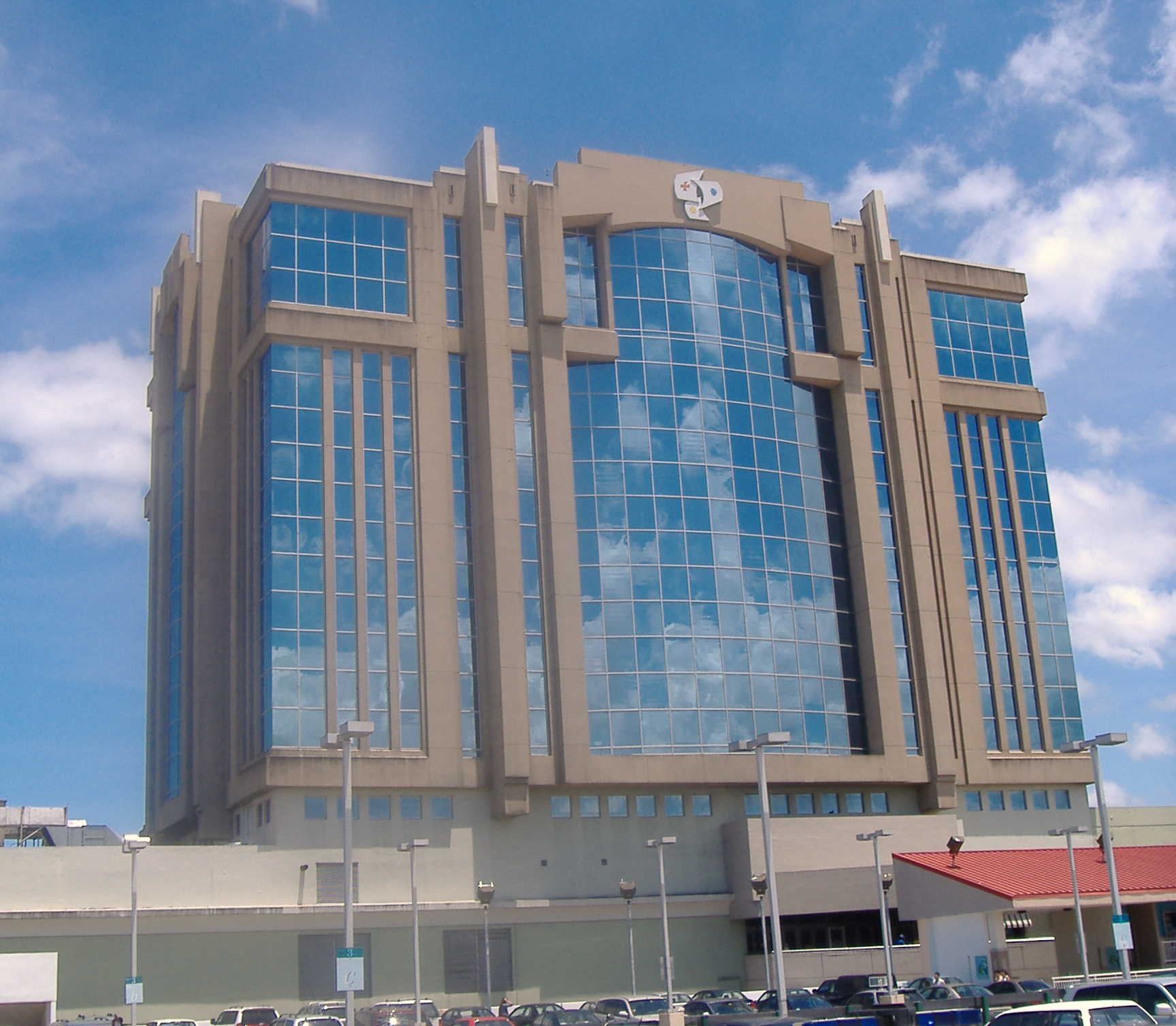
Plaza Las Américas Tower
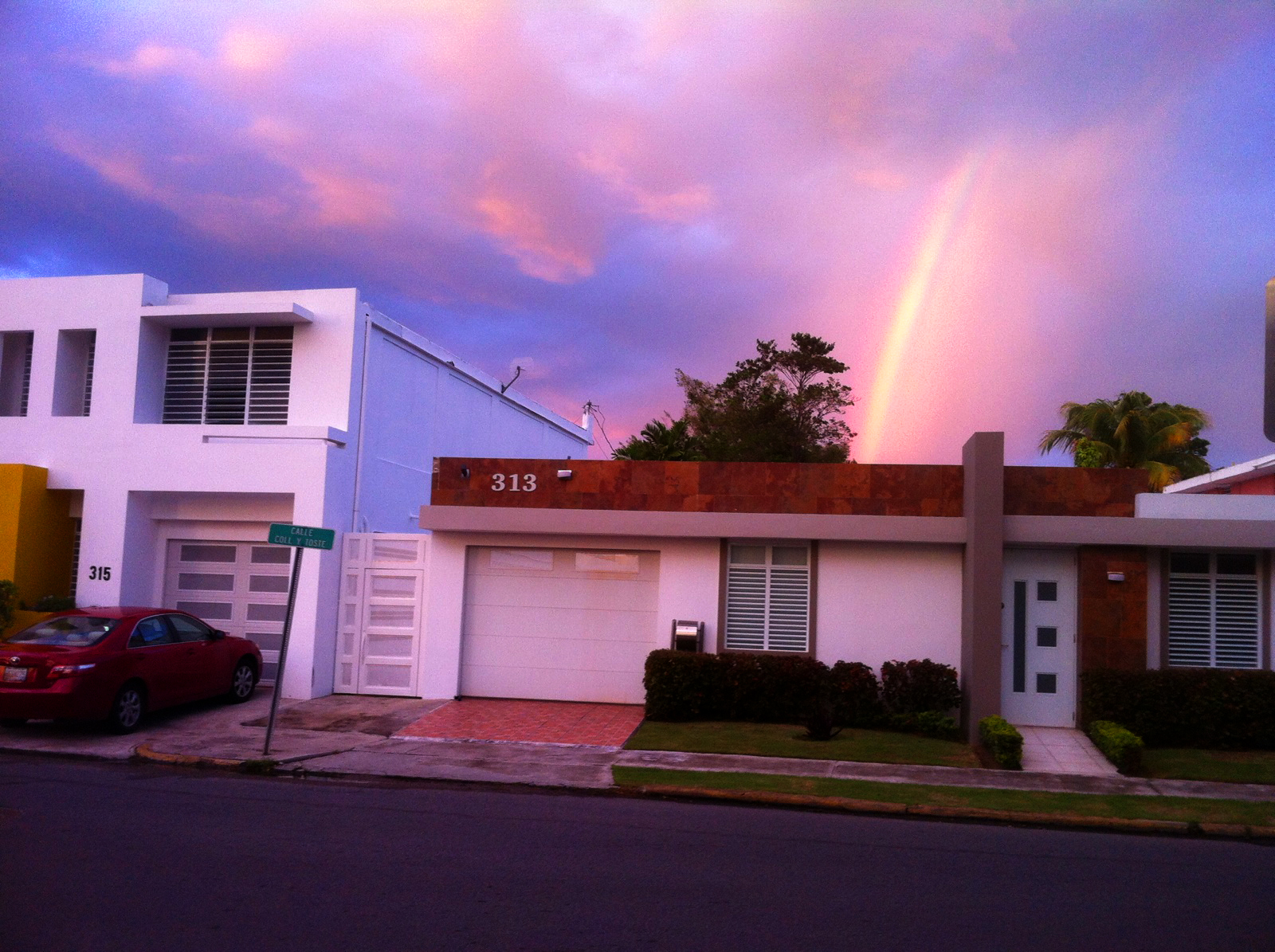
Baldrich